# Wieranika Czarkasawa
Wieranika Anatoljeuna Czarkasawa (biał. Вераніка Анатольеўна Чаркасава, ros. Верони́ка Анато́льевна Черка́сова, Wieronika Anatoljewna Czerkasowa; ur. 12 stycznia 1959 w Mińsku, zm. 20 października 2004 tamże) – dziennikarka białoruska.
Była dziennikarką niezależnych pism opozycyjnych – "Biełorusskaja Diełowaja Gazieta" (lata 90.), "Biełorusskaja Gazieta" (1995–2003), "Salidarnaść" (od 2003). Specjalizowała się w dziennikarstwie śledczym i była autorką serii artykułów na temat nielegalnej sprzedaży broni przez władze białoruskie Saddamowi Hussainowi. Zajmowała się także problematyką społeczną, pisała o sektach religijnych oraz o społeczności cygańskiej na Białorusi.
Została zamordowana w swoim mieszkaniu przez nieznanych sprawców; zabójstwo miało miejsce w okresie napiętej sytuacji wewnętrznej w związku z wyborami parlamentarnymi i referendum konstytucyjnym. Wykluczono motyw rabunkowy zabójstwa (nic nie zginęło z mieszkania).